# Починки (городской округ Шаховская)
Починки — деревня в городском округе Шаховская Московской области России.

## Население
| 1926 | 2002 | 2006 | 2010 |
| ---- | ---- | ---- | ---- |
| 83   | ↘25  | ↗30  | ↘17  |

## География
Расположена у границы с Лотошинским районом, примерно в 12 км к северо-востоку от районного центра — посёлка городского типа Шаховская, на правом берегу реки Лоби, впадающей в Шошу (бассейн Иваньковского водохранилища). Соседние населённые пункты — деревни Юренево, Дрызлово и Новоникольское. Имеется автобусное сообщение с райцентрами — пгт Шаховская и Лотошино.

## История
В 1769 году на месте деревни находилось сельцо Волгин Починок, относившееся к Издетелемскому стану Волоколамского уезда Московской губернии, в котором имелось 11 душ, к нему также относилось 60 десятин 2393 сажени пашни, 47 десятин 1550 саженей леса, 1 десятина 116 саженей болот.
В 1913 году упоминается усадьба «Опочинки» И. Петрова с водяной мельницей, находящаяся при деревне Дрызлово.
По материалам Всесоюзной переписи населения 1926 года Починки — деревня Дрызловского сельсовета Раменской волости Волоколамского уезда Московской губернии, проживало 83 человека (36 мужчин, 47 женщин), насчитывалось 16 крестьянских хозяйств.
С 1929 года — населённый пункт в составе Шаховского района Московской области.
1994—2006 гг. — деревня Раменского сельского округа.
2006—2015 гг. — деревня сельского поселения Раменское.
2015 — н. в. — деревня городского округа Шаховская.